# Kanton Puebloviejo
Der Kanton Puebloviejo, offiziell: Kanton San Francisco de Puebloviejo, befindet sich in der Provinz Los Ríos westzentral in Ecuador. Er besitzt eine Fläche von 336 km². Im Jahr 2022 lag die Einwohnerzahl  bei rund 41.000. Verwaltungssitz des Kantons ist die Kleinstadt Puebloviejo mit 7871 Einwohnern (Stand 2010). Der Kanton Puebloviejo wurde am 7. Februar 1846 eingerichtet.

## Lage
Der Kanton Puebloviejo liegt zentral in der Provinz Los Ríos. Das Gebiet liegt im Tiefland westlich der Cordillera Occidental. Der Río Puebloviejo, ein rechter Nebenfluss des Río Babahoyo, durchquert den Kanton in südlicher Richtung. Die Fernstraße E25 (Quevedo–Babahoyo) führt in Nord-Süd-Richtung durch den Kanton.
Der Kanton Puebloviejo grenzt im Osten an die Kantone Ventanas und Urdaneta, im Süden an den Kanton Babahoyo, im Westen an den Kanton Baba sowie im Nordwesten an den Kanton Vinces.

## Verwaltungsgliederung
Der Kanton Puebloviejo ist in die Parroquia urbana („städtisches Kirchspiel“)
- Puebloviejo

und in die Parroquias rurales („ländliches Kirchspiel“)
- Puerto Pechiche
- San Juan

gegliedert.

## Geschichte
Entwicklung der Einwohnerzahl im Kanton Puebloviejo bei landesweiten Volkszählungen zum jeweiligen Gebietsstand:
| Jahr                    | Einwohner | +/-     |
| ----------------------- | --------- | ------- |
| 1950                    | 17.249    | –       |
| 1962                    | 12.051    | −30,1 % |
| 1974                    | 14.786    | 22,7 %  |
| 1982                    | 18.929    | 28 %    |
| 1990                    | 22.662    | 19,7 %  |
| 2001                    | 29.420    | 29,8 %  |
| 2010                    | 36.477    | 24 %    |
| 2022                    | 40.961    | 12,3 %  |
| Datenherkunft: Wikidata |           |         |